# Pentaceros quinquespinis
Pentaceros quinquespinis is een straalvinnige vissensoort uit de familie van harnashoofdvissen (Pentacerotidae). De wetenschappelijke naam van de soort werd voor het eerst geldig gepubliceerd in 1988 door Parin & Kotlyar.